# Central Pierce, Bắc Dakota
Central Pierce là một lãnh thổ chưa tổ chức thuộc quận Pierce, tiểu bang Bắc Dakota, Hoa Kỳ. Năm 2010, dân số của nơi này là 12 người.